# موسى توري
موسى توري (من مواليد 1958) هو مخرج سينمائي من السنغال. اشتهر موسى توري بأنه مخرج الأفلام التي نالت استحسان النقاد على غِرار فيلم توباب بي (بالفرنسية: Toubab Bi)‏ وتي جي في (بالفرنسية: TGV)‏ وفيلم القارب (بالفرنسية: Le Pirogue)‏. بصرف النظر عن الإخراج، فهو أيضًا فني وكاتب ومنتج وممثل.

## الحياة المُبكّرة
وُلد موسى توري عام 1958 في العاصِمة داكار بالسنغال.

## المسيرة المهنيّة
بدأ موسى توري مشواره في عالمِ السينما كفنيّ، ثمّ تحوَّل إلى الإخراج عام 1987 حينما أخرجَ فيلمًا قصيرًا مغمورًا ثمّ أسس بعد ذلك شركة إنتاج خاصة به سمَّاها اسمًا رمزيًا هو أفلام التمساح (بالفرنسية: Les Films du Crocodile)‏. قدَّم موسى توري عام 1991 فيلمه الطويل الأول بعنوان توباب بي (بالإنجليزية: Toubab Bi)‏. حاز الفيلم على إشادة من النقاد وحصل على جوائز في العديد من المهرجانات السينمائية الدولية بما في ذلك جائزةُ نظرةٍ ما في مهرجان كان السينمائي. بعد نجاح الفيلم الروائي الأول، قدم فيلمه الثاني تي جي في (بالإنجليزية: TGV)‏ عام 1998 بدعمٍ من ميكينا جروب (بالإنجليزية: Makéna Diop)‏. فازَ الفيلمُ في وقتٍ لاحقٍ من عام 1999 بجائزة الجمهور في مهرجان إفريقيا السينمائي الدولي التاسع.
لعب موسى عام 1996 دورًا ثانويًا في فيلم أهواء نهر (بالفرنسية: Les Caprices d'un rivière)‏ من إخراج برنارد جيرودو، ثمّ قدم عام 2005 فيلمًا وثائقيًا بحجم 5 × 5 وهو الآخر لاقى استقبالًا نقديًا جيّدًا. عُيّن توري عام 2011 رئيسًا للجنة التحكيم في المهرجان الأفريقي للسينما والتلفزيون في واغادوغو، ثم أخرجَ في عام 2012 فيلمه الطويل الثالث القارب (بالفرنسية: Le Pirogue)‏ وهو الفيلم الذي صُوّر وحرر بكفاءة أحد أفلام هوليود كما قال بعض النقاد. أخرجَ موسى توري عام 2020 فيلم الغبار الأحمر (بالإنجليزية: Red Dust)‏ الذي أنتجته شركة بي إيه إيتش إن (بالإنجليزية: BAHN)‏ وشركة إنتاج توري التي أسّسها والتي تتخذُ من العاصمة السنغاليّة داكار مقرًا لها.

## قائمة أعماله
| السنة      | العنوان                                  | العنوان الأصلي                   | الدور                  | النوع                |
| ---------- | ---------------------------------------- | -------------------------------- | ---------------------- | -------------------- |
| 1985       | التاريخ المنسي: الجنود السود             | Histoire oubliée ، Soldats noirs | فني                    | فيلم                 |
| 1987       | بارام                                    | Baram                            | مخرج                   | فيلم قصير            |
| 1991       | توباب بي                                 | Toubab Bi                        | مخرج سيناريو           | فيلم                 |
| 1992       | لي تيغايُّور سينغاليز                      | Les Tirailleurs sénégalais       | مخرج                   | فيلم                 |
| 1996       | أهواء نهر                                | Les Caprices d'un rivière        | الممثل: هانيبال        | فيلم                 |
| 1998       | تي جي في                                 | TGV                              | المخرج والكاتب والمنتج | فيلم روائيّ طويل      |
| 2003       | نحن كثيرون                               | Nous sommes nombreuses           | مخرج                   | فيلم                 |
| 2004       | غبار المدينة                             | Poussières de ville              | مخرج                   | فيلم                 |
| 2005       | 5 × 5                                    | 5 × 5                            | المخرج والكاتب         | فيلم وثائقي          |
| 2005       | نانغا ديف                                | Nanga def                        | مخرج                   | فيلم                 |
| 2005       | نواري                                    | Nawaari                          | مخرج                   | فيلم                 |
| 2006       | نوسالتري                                 | Nosaltres                        | مخرج                   | فيلم                 |
| 2009       | التقنيين: أبناء عمومتنا                  | Les Techniciens ، nos cousins    | مخرج                   | فيلم                 |
| 2009       | كسالي تشرب وعيناها مفتوحتان على مصراعيها | Xali Beut les yeux grand ouverts | مخرج                   | فيلم                 |
| 2012       | لا بيروغ                                 | La Pirogue                       | مخرج                   | فيلم                 |
| 2016       | خشب الأبنوس                              | Bois d 'ébène                    | مخرج                   | فيلم وثائقي تلفزيوني |
| يُحدد لاحقًا | الغبار الأحمر                            | Red Dust                         | مخرج                   | فيلم روائي طويل      |